# Joseph Hansen (Choreograf)
Joseph Hansen (* 8. März 1842 in Brüssel; † 27. Juli 1907 in Paris) war ein belgischer Tänzer und Choreograf.  

## Leben
Am Théâtre de la Monnaie in Brüssel war er als Ballettregisseur (1865–1871) und Ballettmeister (1871–1875) tätig. In letzter Eigenschaft schuf er die erste Choreografie der Coppélia am 29. November 1871. 
Von 1879 bis 1882 war er Ballettmeister am Bolschoitheater in Moskau, wo er den Schwanensee (1880) von Marius Petipa gab sowie die russische Erstaufführung der Coppélia (1882) einstudierte. Danach ging er an das Theater Alhambra in London (1884–1887) und schließlich an die Pariser Opéra Garnier (1887–1907).

## Choreografien
- Une fête nautique (Brüssel, 11. Januar 1870)
- Les Belles de nuit (Brüssel, 16. März 1870)
- Les Nations (Brüssel, 14. Oktober 1871)
- Coppélia (Brüssel, 29. November 1871)
- Les Fleurs animées (Brüssel, 4. März 1873)
- La Vision d'Harry (Brüssel, 25. Dezember 1877)
- Pierrot macabre (Brüssel, 18. März 1886)
- La Tempête (Paris, 19. Juni 1889)
- Le Rêve (Paris, 9. Juni 1890)
- Psyché et l'Amour (Versailles, 1. Juni 1891)
- La Maladetta (Paris, 24. Februar 1893)
- Les Cygnes (Paris, 5. Januar 1896)
- L'Étoile (Paris, 31. Mai 1897)
- La Légende de l'or (Paris, 24. April 1897)
- Bacchus (Paris, 26. November 1902)
- La Ronde des saisons (Paris, 22. Dezember 1905)

| Personendaten    | Personendaten         |
| ---------------- | --------------------- |
| NAME             | Hansen, Joseph        |
| KURZBESCHREIBUNG | belgischer Choreograf |
| GEBURTSDATUM     | 8. März 1842          |
| GEBURTSORT       | Brüssel, Belgien      |
| STERBEDATUM      | 27. Juli 1907         |
| STERBEORT        | Paris, Frankreich     |